# 楊安仁
楊安仁，河南商水縣人，明初官員。

## 生平
楊安仁於洪武二十四年（1391年）中式辛未科許觀榜三甲進士。官至湖廣左參政。